# Steins;Gate: Fuka Ryōiki no Déjà vu
Steins;Gate: Fuka Ryōiki no Déjà vu (劇場版 シュタインズ・ゲート 負荷領域のデジャヴ Gekijōban Shutainzu Gēto: Fuka Ryōiki no Dejavu?, lit. Steins;Gate: El déjà vu del área de carga negativa), en inglés Steins;Gate: The Movie - Load Region of Déjà Vu. es una película de animación japonesa de 2013 y producida por White Fox.
Es la continuación de la serie de anime Steins;Gate, la cual se basa en la novela visual de 5pb. y Nitroplus.
El filme se estrenó en los cines japoneses el 20 de abril de 2013 y fue lanzada en formato Blu-Ray y DVD el 13 de diciembre de 2013.

## Argumento
La película tiene lugar un año después de los acontecimientos del anime. Después de pasar por un camino arduo a través de múltiples líneas de tiempo debido a la invención de los "D-Mails", es decir, los mensajes de texto que se pueden enviar al pasado, Rintaro Okabe ha aterrizado, según las informaciones de la "Steins Gate", en una línea de tiempo en la que ninguno de sus amigos tendrían que morir y en la que no existe un futuro gobernado por SERN debido a que no se produjo la invención de una máquina del tiempo. Sin embargo, Okabe pronto comienza a sentir los efectos secundarios de los constantes viajes a través del tiempo por múltiples líneas de tiempo, que pronto se acumula y ocasiona que Okabe desaparezca de repente de la existencia, con sólo Kurisu Makise, la chica que él había salvado gracias a sus esfuerzos, recordándolo a través de un déjà vu. Ahora es el turno de Kurisu para encontrar una manera de conseguir que Okabe regrese a la línea de tiempo.

## Reparto de voces
- Mamoru Miyano como Rintaro Okabe
- Kana Hanazawa como Mayuri Shiina
- Tomokazu Seki como Itaru Hashida
- Asami Imai como Kurisu Makise
- Saori Goto como Moeka Kiryu
- Yu Kobayashi como Luka Urushibara
- Halko Momoi como Faris NyanNyan
- Yukari Tamura como Suzuha Amane

## Producción
Steins;Gate: Fuka Ryoiki no Déjà vu fue anunciada por primera vez en el final de la serie de animé el 14 de septiembre de 2011. El tema de apertura es "Anata no Eranda Kono Toki o" (あなたの選んだこの時を El momento en que tomó su decisión?)por Kanako Ito, mientras que la canción de cierre es "Itsumo Kono de Basho" (いつもこの場所で ¿Siempre en este Lugar?) por Ayane.
La película está prevista para ser lanzada en formato DVD y Blu-Ray en Japón el 13 de diciembre de 2013 y se dará a conocer varias versiones. Una edición estándar de DVD, una edición estándar Blu-Ray, un paquete combo de cinco discos que contiene varios CD dramas, y un paquete combo de seis discos que contiene los CD dramas, además de la banda sonora de la película. Los artículos adicionales serán enviados dependiendo de la tienda. El lanzamiento en Japón también incluirá subtítulos en inglés.

## Estreno
La película se estrenó en Japón el 20 de abril de 2013.
Funimation obtuvo la licencia de la película en 2014 y lanzó la versión doblada/subtitulada en inglés en DVD/BD el 28 de marzo de 2017.

## Recepción
La película se estrenó en el puesto número 7 del fin de semana, haciendo ¥ 86,822,800 ($ 874,130 USD) a través de 18 salas de cine en Japón. Más tarde, pasó a hacer ¥ 319.125.723 (3.142.750 dólares estadounidenses) en la taquilla, pero cayó al puesto número 12 en su tercer fin de semana. Chiyomaru Shikura tarde informó a través de su página de Twitter que la película había recaudado más de 500 millones de yenes ($ 5.000.000 USD) y además reveló que sólo había recibido un solo yen en concepto de regalías de la película. Acerca del próximo lanzamiento en DVD y Blu-Ray de la película, Famitsu reportó que la película había recaudado un total de más de ¥ 550 000 000 (USD $ 5,6 millones).
Richard Eisenbeis y Toshi Nakamura de Kotaku.com declararon "Esta película realmente vive o muere en lo bien que se conectan Okabe y Kurisu y dadas las increíbles actuaciones de sus actores de voz, no me puedo imaginar no poder", y procedió llamarlo, "un excelente epílogo de la historia de Steins;Gate".